# Cortezstroomrog
De cortezstroomrog (Narcine entemedor) is een kraakbeenvis, een soort uit het geslacht Narcine en de familie van de stroomroggen (Narcinidae) die voorkomt in de kustgebieden van Noord, Midden- en Zuid-Amerika van de Golf van Californië via Mexico tot Peru.

## Beschrijving
Het is de grootste stroomrog uit het geslacht Narcine die maximaal 93 cm wordt. Deze stroomrog komt voor op zandige zeebodems op geringe diepte (max. 100 m) en trekt ook baaien binnen en leeft in de nabijheid van (koraal-)riffen. Er is een kleinschalige visserij met lange lijnen en kieuwnetten gericht op deze stroomroggen. Er zijn te weinig gegevens waaruit zou kunnen blijken dat deze visserij schadelijk is voor de Cortezstroomrog. In visserijstatistieken worden deze stroomroggen niet als soorten vermeld. De Cortezstroomrog staat daarom als onzeker (data deficient) op de internationale Rode Lijst van de IUCN.

## Voetnoten
1. 1 2  (en) Cortezstroomrog op de IUCN Red List of Threatened Species.
2. ↑  Villavicencio Garayzar, C. & Bizzarro, J.J. 2004. Narcine entemedor. In: IUCN 2010. IUCN Red List of Threatened Species. Version 2010.1. <www.iucnredlist.org>. Downloaded on 05 April 2010.